# Gertrud Woker

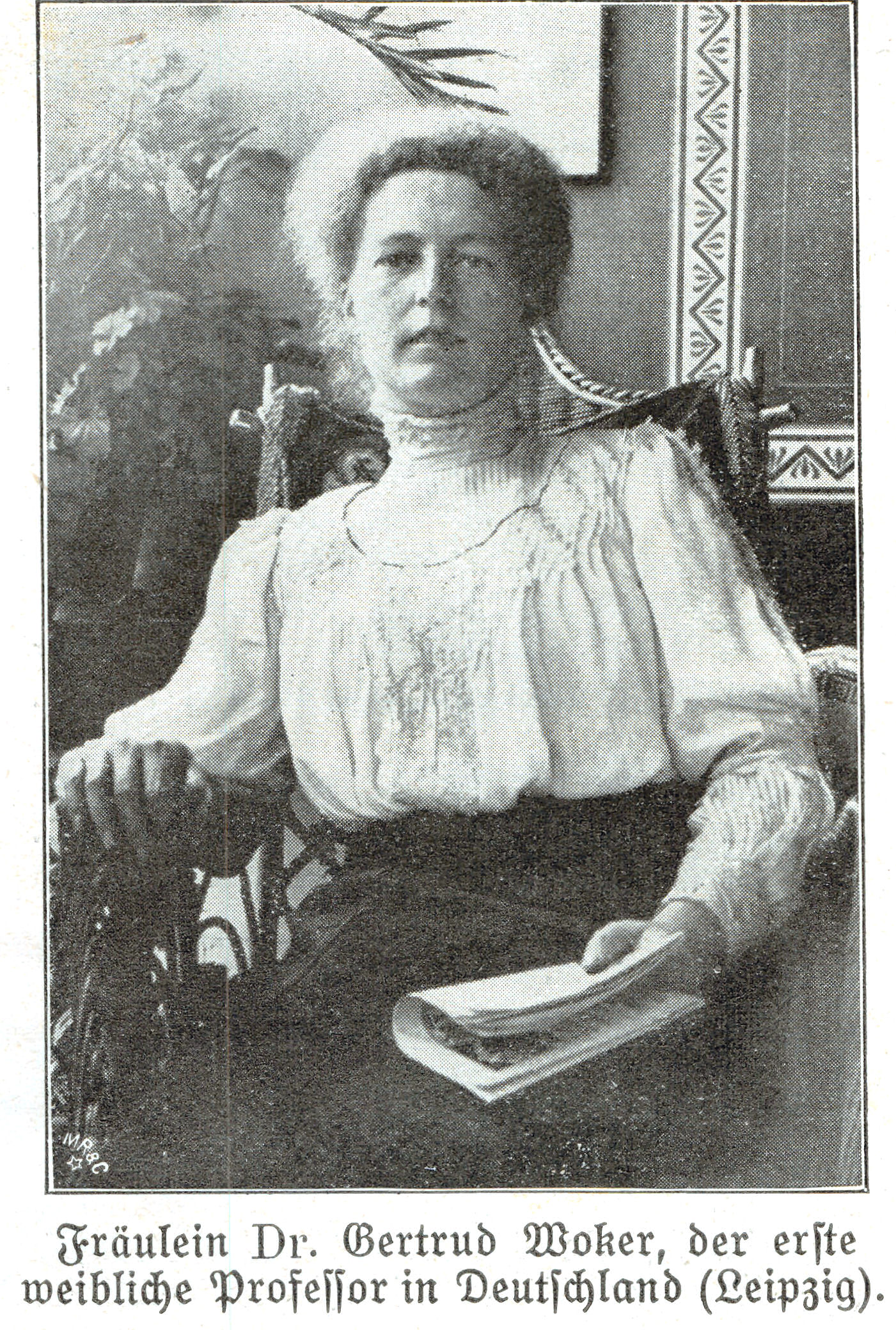
Gertrud Woker wurde 1911 in Zeitungen als erster weiblicher Professor Deutschlands bezeichnet, lehnte die Berufung nach Leipzig aber ab.

Gertrud Johanna Woker (* 16. Dezember 1878 in Bern; † 13. September 1968 in Marin) war eine Schweizer Frauenrechtlerin, Chemikerin und Friedensaktivistin.

## Leben

### Kindheit und Jugend
Gertrud Woker war die Tochter von Johanna Müller, Schwester des Schweizer Bundesrats Eduard Müller, und des altkatholischen Theologie- und Geschichtsprofessors Philipp Woker. Sie wuchs zusammen mit ihren jüngeren Geschwistern Harald, der später Jurist wurde und 1918 als Mitglied des Oltener Komitees am schweizerischen Generalstreik teilnahm, und Elsi (auch Else) in einer religiös und politisch toleranten Familie auf. Schon als Kind liebte Gertrud den Kontakt zu Natur und Tieren. Sie hatte in ihrer angeheirateten Tante Emma Müller-Vogt und in ihrer Grossmutter mütterlicherseits, Auguste Müller-Berthelen, von Kindheit an beeindruckende Vorbilder für ihren späteren Kampf für Frauenrechte.

### Ausbildung und Studium
Gertruds Schulkarriere bestand in ungeliebter Privat- und Sekundarschule, die sie trotzdem mit Bestnoten abschloss. Danach wurde sie an eine Haushaltungsschule in Erfurt geschickt. Im Selbststudium, mit Privatstunden und Vorbereitung an der Neuen Mädchenschule in Bern bereitete sie sich auf die Maturaprüfungen vor, die sie Ende März 1898 als 20-Jährige bestand. Es folgte eine intensive, weil abgekürzte, Ausbildung zur Sekundarlehrerin in naturwissenschaftlichen Fächern.
Woker studierte ab 1900 Organische Chemie an der Universität Bern und schloss das Studium 1903 mit der Doktorpromotion ab, an der sie in sieben geprüften Fächern ein summa cum laude erreichte. Als 1904 ihre Bewerbung als Chemielehrerin beim Städtischen Gymnasium abgelehnt wurde, entschied sie sich für die Wissenschaft. Woker erkannte damals, dass sich Chemie und Physik, Pharmazie und Biologie zu einer eigenständigen Disziplin zusammenfassen liessen. Dieses neue Lehrgebiet, später Biochemie genannt, wollte sie näher kennenlernen und ging deshalb nach Berlin, wo sie Physikalische Chemie studierte.
Nach ihrer Rückkehr nach Bern besuchte sie die Vorlesungen des Internisten Hermann Sahli, um sich in medizinischen Grenzbereichen weiterzubilden.

### Wissenschaftliche Karriere
1907 erhielt sie in Bern die venia legendi und war damit die erste Privatdozentin für Chemie an einer Schweizer Hochschule. Ihre Antrittsvorlesung über die katalytische Forschung umriss ihr Forschungsthema der nächsten Jahre. Ab 1911 leitete sie in Bern das Institut für physikalisch-chemische Biologie. 1917 wies sie auf die Giftigkeit von bleihaltigem Benzin hin und gab Vorschläge zur Herstellung von bleifreiem Motorenbenzin. Nach Vorliegen ihrer bahnbrechenden Arbeiten – und trotz ihres pazifistisch-wissenschaftskritischen politischen Standpunktes – erhielt sie 1933 eine ausserordentliche Professur, welche sie bis 1953 innehatte. Sie wurde zu einer der Wegbereiterinnen der Biochemie.

### Pazifistin und Frauenrechtlerin
Seit dem Ersten Weltkrieg engagierte sie sich gegen den Krieg, schon mit Flugblättern gegen den Giftgaskrieg, ein Thema, das sie nach und nach ausbaute und in mannigfachen Formen und Auflagen darbot. Zudem arbeitete sie für die Rechte von Frauen und forderte das Frauenstimmrecht ein. 1907 hielt sie eine Rede auf der Versammlung des Deutschen Verbands für Frauenstimmrecht in Frankfurt a. M. 1915 war sie Mitbegründerin der „Internationalen Frauenvereinigung für den dauernden Frieden“, die später in Internationale Frauenliga für Frieden und Freiheit (IFFF) umbenannt wurde. Zusammen mit Clara Ragaz unter anderem baute sie den Schweizer Zweig der IFFF auf und leitete ihn nach dem Tod von Clara Ragaz. Sie setzte sich sehr für Verbote von Chemie- und Gaswaffen ein.
Sie engagierte sich in der christkatholischen Kirche und war auch künstlerisch tätig. In Bern und in Düsseldorf sind nach ihr Strassen benannt.
2021 wurde ein ihr gewidmeter Dokumentarfilm veröffentlicht: Die Pazifistin – Gertrud Woker: Eine vergessene Heldin. Der Film begibt sich auf eine Spurensuche und erzählt in animierten Collagen. Die Historikerin Franziska Rogger gibt Auskunft.

## Zitate
„Innerhalb weniger Jahre hat eine junge Schweizerin, Fräulein Gertrud Woker, an der Universität in Bern, folgende Examina bestanden: Abiturienten-, Sekundarlehrer-, Doktor- und Gymnasiallehrerexamen.“

„Die Universität Bern hat mit dem beginnenden Sommersemester ihren zweiten weiblichen Dozenten erhalten, nachdem vor etwa 7 Jahren die Russin Fräulein Dr. Tumarkin (inzwischen schon zur Professorin ernannt) einen kühnen Anfang gemacht mit ihren auch von dem stärkeren Geschlecht gern besuchten Vorlesungen philosophischen, speziell ethischen und ästhetischen Inhalts. Die neue, noch sehr junge Privatdozentin Fräulein Dr. Gertrud Woker beendete vor mehreren Jahren ihre chemischen Studien in Bern und wird nun ihre neue Karriere eröffnen mit der Antrittsvorlesung über das Thema: „Probleme der katalytischen Forschung“. Sie ist die Tochter des bekannten Geschichtsprofessors Philipp Woker, der selbst noch in jugendlicher Rüstigkeit seinem Berufe obliegt, und Bern erlebt also den gewiß seltenen Fall, Vater und Tochter nebeneinander an seiner Alma Mater als Lehrer wirken zu sehen.“

## Schriften (Auswahl)
- Skizzen (Gedichte). Bern: Sturzenegger 1902. Digitalisat der Schweizerischen Nationalbibliothek (PDF, 833 kB)
- Synthese des 3,4 Dioxyflavons. Diss. Bern 1903
- Probleme der katalytischen Forschung. Antrittsvorlesung, 1907
- Die Katalyse. Die Rolle der Katalyse in der analytischen Chemie, in 4 Bänden, 1910–1931. (Teilbände 11/12, 21/22, 23/24 und 27/28 der 51-bändigen Serie Die Chemische Analyse. Sammlung von Einzeldarstellungen auf dem Gebiete der chemischen, technisch-chemischen und physikalisch-chemischen Analyse, Enke, Stuttgart, 1907–1962)
  - Band 1: Allgemeiner Teil, iv, 646 Seiten, 1910
  - Band 2: Anorganische Katalysatoren, xxii, 790 Seiten, 13 Abbildungen (Teil 2, Spezieller Teil. Abteilung 1), 1916
  - Band 3: Biologische Katalysatoren, Hälfte 1: Hydrolysierende Fermente, xvi, 583 Seiten, 4 Abbildungen (Teil 2, Spezieller Teil. Abteilung 2), 1924
  - Band 4: Biologische Katalysatoren, Hälfte 2: Atmungsfermente, xix, 592 Seiten, 2 Abbildungen (Teil 2, Spezieller Teil. Abteilung 2), 1931
- Über Giftgase (Vortrag, gehalten beim Kongress der I.F.F.F. in Washington), Mai 1924
- Wissenschaft und wissenschaftlicher Krieg. Zürich: Schweizerische Zentralstelle für Friedensarbeit, [1925]; zuerst in: Neue Wege 18/1924, S. 355–266 und S. 404–420 (Digitalisat Teil 1, Teil 2 bei E-Periodica)
- Der kommende Giftgaskrieg. Stuttgart: Glaser u. Sulz, 1925; 5. Auflage: E. Oldenburg, Leipzig, 1927. (Digitalisat der Deutschen Nationalbibliothek)
- Der Gaskrieg. In: Das Tage-Buch 9. Jg. 1928, Heft 26 vom 30. Juni 1928, S. 1075–1081. (Digitalisat bei ÖNB-ANNO)
- Selbstbiografie in: Führende Frauen Europas. In sechzehn Selbstschilderungen, hrsg. von Elga Kern, München : E. Reinhardt, 1928, S. 138–169
- Giftgas und Tiere. Zürich: Zentralstelle für Friedensarbeit. 1928 (7S); auch als: Hidigeigeis Ende. Eine kleine Erzählung zum Nachdenken für Katzenfreunde, Schweizerischer Frauenkalender, Zürich 1929
- Gas!. In: Das Tage-Buch 10. Jg. 1929, Heft 1 vom 5. Januar 1929, S. 13–16. (Digitalisat bei ÖNB-ANNO)
- Der kommende Gift- und Brandkrieg und seine Auswirkungen gegenüber der Zivilbevölkerung. [Vorwort 1925, Vorwort z. 6. Aufl. 1932.] Leipzig: Ernst Oldenburg Verlag, 1932
- Bericht über biologischen Krieg. (11. Internationaler Kongress der IFFF, Kopenhagen, 15.–19. August 1949), Genf, 1949
- Massenvernichtungs-Waffen. o .O., 1952
- Die Chemie der natürlichen Alkaloide. Enke, Stuttgart (Teil 1 1953, Teil 2 1956), 732 Seiten
- Die Gefährdung der Bevölkerung durch Atomexplosionsversuche In: Neue Wege 48/1954, S. 310–316 (Digitalisat bei E-Periodica)
- An die Ewiggestrigen. Zürich (Genossenschaftsdruck), um 1957; zuerst in: Neue Wege 51/1957, S. 41–47 und S. 75–81 (Digitalisat Teil 1, Teil 2 bei E-Periodica)
- Atomic Energy and alternative sources of power. Genf: Women’s International League for Peace and Freedom, 1957
- Sind Reaktoren eine Volksgefahr? In: Neue Wege 51/1957, S. 205–212 (Digitalisat bei E-Periodica)
- Atomaufrüstung auch in der Schweiz? Zürich: Pazifistische Bücherstube, 1958; zuerst in: Neue Wege 52/1958, S. 206–211 (Digitalisat bei E-Periodica)
- Die 2. Konferenz der Vereinten Nationen zur Anwendung der Atomenergie zu friedlichen Zwecken. In: Neue Wege 52/1958, S. 279–286 (Digitalisat bei E-Periodica)
- Kampfgaspropaganda am laufenden Band. In: Neue Wege 55/1961, S. 96–98 (Digitalisat bei E-Periodica)
- Rettet die Menschheit! Ansprache an dem am 6. Mai 1962 im „Hirschen“ in Lörrach stattgefundenen Deutsch-Französisch-Schweizerischen Friedenstreffen.  In: Neue Wege 56/1962, S. 207–210 (Digitalisat bei E-Periodica)
- Wie steht es mit der Achtung vor dem menschlichen Leben? 1963; zuerst in: Neue Wege 56/1962, S. 8–11 (Digitalisat bei E-Periodica)

## Film
- Fabian Chiquet: Die Pazifistin. Premiere während der 56.  Solothurner Filmtage im Januar 2021.